# Мирный (Стародубский район)
Мирный — посёлок в Стародубском районе Брянской области, в составе Мишковского сельского поселения.

## История
В 1961 году указом Президиума Верховного Совета РСФСР посёлок Жваки  переименован в Мирный.

## Население
| 2010 | 2013 |
| ---- | ---- |
| 0    | →0   |